# 長澤鼎
長澤 鼎（ながさわ かなえ、本名:磯永彦輔、1852年2月20日（嘉永5年2月1日） - 1934年（昭和9年）3月1日）は、幕末の薩摩藩士。13歳の時、藩命でイギリスに留学し、後にアメリカ合衆国カリフォルニア州に渡ってワイナリーを経営し、「カリフォルニアのワイン王」「葡萄王」「バロン・ナガサワ」と呼ばれる。

## 経歴
薩摩国鹿児島城下上之園通町（現在の鹿児島県鹿児島市上之園町）にて磯永孫四郎とフミの四男として誕生する。生家は代々の天文方で、父親の磯永孫四郎は儒学者であった。
1864年（元治元年）、薩摩藩の洋学校・開成所に入り、英語を学ぶ。薩英戦争で苦戦した薩摩藩は交戦相手のイギリスと結んで近代化を図ることに決め、1865年（慶応元年）、13歳の長澤は薩摩藩第一次英国留学生に最年少で加わった。渡英した一行には、長澤の親友となる森有礼のほか、吉田清成、五代友厚、鮫島尚信、寺島宗則がいた。他の留学生はロンドン大学に入ったが、長澤は年齢が入学年齢に達していなかったため、スコットランドのアバディーンにあった貿易商トーマス・ブレーク・グラバーの実家に身を寄せ、地元のグラマー・スクールに2年間通う。成績優秀者として英文法など6科目に名が上がり、喧嘩も強かった。渡米後も英語はスコットランド訛りだったという。
幕末維新の動乱で薩摩藩からの送金が途絶え、多くの薩摩藩英留学生が帰国したが、長澤を含む森ら6名は、性的心霊主義者として知られるトマス・レイク・ハリスを信奉していたローレンス・オリファントの招きで慶応3年（1867年）に渡米し、ハリスが主宰するニューヨーク州ブロクトンのキリスト教系新興宗教団体「新生兄弟社（Brotherhood of the New Life）」に入り、信者らと共同生活を送る。薩摩藩留学生のうち何人かはハリスの思想に違和感を覚えてすぐ離反したが、長澤は森らとともに残り、翌1868年には森らも帰国した。長澤は唯一人教団に残って厳しい労働と信仰生活を送りながら、1870年には9月から3か月ほどコーネル大学にも通った。1871年にアメリカ永住を宣言。教団の経営のためにワイン醸造をニューヨークのブルックリンでジョン・ハイド博士から学び、ワイン原料となる葡萄栽培を中心とする農業で財政を支えた。
日本初のアメリカ駐在の少弁務使として首都ワシントンD.C.に赴任してきた森と再会した長澤は、1871年頃に日本帰国の相談をするが、揺れ動いた末、米国残留を決めた。
1875年、教団はカリフォルニアのサンタローザに1.6平方キロメートルの土地を買い、ハリスが Fountain Grove（ファウンテングローブ、泉の湧く木立）と名付けた。1882年には60万ガロン（約227万リットル）を貯蔵できるワイン醸造所が完成し、1893年には当時のカリフォルニアワイン生産量の1割（21万ガロン）を占める大手に成長した。品質も高く、州内から800以上のワイナリーが参加する品評会で2位に選ばれたこともある。製品やイギリスや日本へも輸出された。
しかし新生社の異端思想に対し、新聞が反教団運動を行ったために、1890年代前半にハリスが引退すると教団は事実上解散した。
1900年、長澤はワイナリーを教団から買い取り、品質向上に努力し、彼のファウンテングローブ・ワイナリーをカリフォルニア州1十大ワイナリーの一つにまで育て上げた。カリフォルニア大学デービス校の教授に醸造技術を学ぶなど研究を続け、高級ワインに育て上げた上に、フランスには特約店を設け、苗木を輸入するなど、商才にも長けていた。彼のワインは米国内のワインコンクールで好成績を納め、イギリスに輸出された最初のカリフォルニアワインもナガサワ・ワインである。
長澤は1906年に死去したハリスから農場など遺産を引き継いだ。独身だったため、甥の伊地知共喜とその妻ヒロら親族を呼び寄せていた。長澤は威厳ある雰囲気の一方で温厚・気さくでもあり、農学者バーバンク、新渡戸稲造ら著名人が来訪したほか、農場の労働者と昼食を共にした。
ワイン王となった長澤とその一族には次第に暗い影が差し始める。農園が害虫や火災に見舞われたほか、1920年施行の禁酒法がワインを含む酒類ビジネスに打撃となった。アメリカ合衆国西海岸では日本の台頭や日系アメリカ人増加に対して排日運動が高まっており、日本人による土地の所有や購入・賃貸が禁じられ、日本からの移民が全面禁止された。
長澤は1934年3月1日、自宅で死去した。享年82。生前、成功談や苦労話は偉い人のいうことで、自分のような者がすることではないと謙遜していたが、甥の妻であるヒロの回想では、身内には、普通なら死んでしまうような苦労だったと本音を語っていた。
ワイナリーは甥の伊地知共喜が継ぎ、その一部はパラダイスリッジ・ワイナリーとして継承されている。莫大な土地財産はカリフォルニア州外国人土地法等のため相続できず他人の手に渡った。遺言では遺産を甥夫妻の子であるコース家に譲るとしていたが、実際には親族は遺産の3％の現金を相続できただけで、ファウンテングローブを追われた。日本との太平洋戦争開戦後は、日系人キャンプへ送られた。
長澤の存在は一般的にはほとんど知られていなかったが、1983年に来日したアメリカ合衆国大統領ロナルド・レーガンが日米交流の祖として長澤の名を挙げたことにより、広く認知されるようになった。レーガンは国会演説で、長澤を「カリフォルニアの葡萄王」「サムライから実業家になり、日米両国に多くをもたらした」と賞賛した。2011年末に鹿児島県のいちき串木野市職員がサンタローザから日本へ持ち帰った資料から、日記原文などが見つかった。

## 家族
兄に磯長吉輔。吉輔の子に写真家の磯長海洲。実弟に、金融と武器で財を成した赤星弥之助。甥（弥之助の子）に赤星鉄馬がいる。

## エピソード
- 禁酒法時代、密売を持ちかけた業者の前で樽を割って拒絶した。
- 主君筋である島津忠重がカリフォルニア州のサンフランシスコに、日本海軍士官候補生として乗艦が寄港したとき、土下座をして歓迎した。
- 2007年、サンタローザ市は長澤の功績を讃え、彼のワイン醸造所と農園跡地に市民公園Nagasawa Community Parkをつくった。

## 墓所・霊廟・銅像・地碑
遺骨は1952年に日本に帰国し、鹿児島市冷水町の興国寺墓地に埋葬された。

若き薩摩の群像

昭和57年（1982年）、鹿児島中央駅前東口広場に彫刻家の中村晋也が制作した薩摩藩英国留学生の像『若き薩摩の群像』の一人として銅像が建てられている。

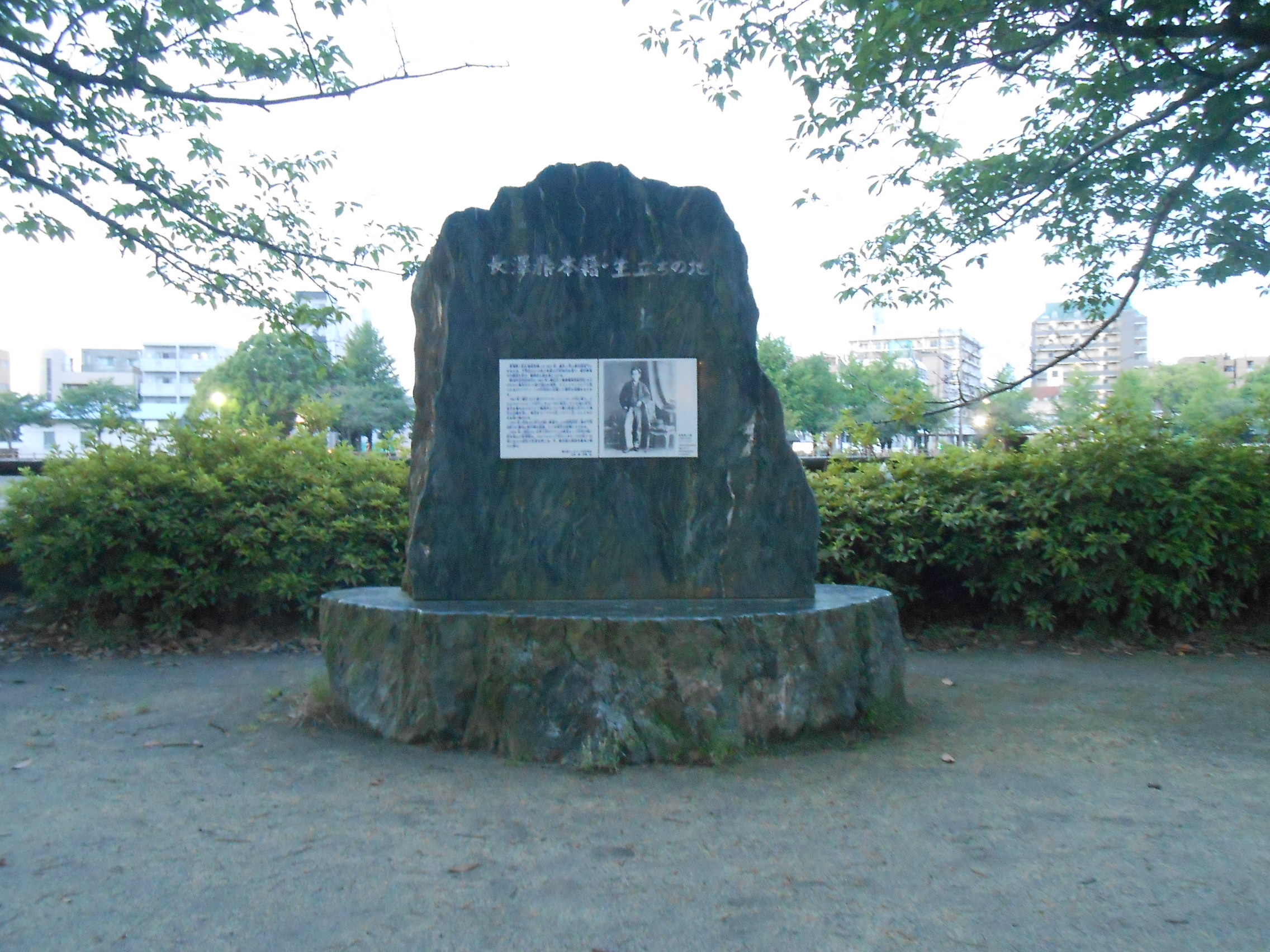
長澤鼎、本籍、生誕の地

また、2015年11月1日には鹿児島市下荒田の公園内に長澤鼎の生誕を記念する石碑が建立された。

## 関連文献
- ゲイルバロン、門田明「ファウンテングローブの日本人「貴公子」」第7号、1979年3月、NAID 110000039878。
- Jones TERRY (mar 1980). “THE STORY OF KANAYE NAGASAWA”. 研究年報 (8):  41-76. NAID 110000039882.
- 門田明, テリー・ジョーンズ『カリフォルニアの士魂 : 薩摩留学生長沢鼎小伝』本邦書籍、1983年。 NCID BN00405562。
- 「カリフォルニアのブドウ王・長沢鼎」産経新聞「日本人の足跡」取材班著『日本人の足跡 : 世紀を超えた「絆」求めて 2』（産経新聞ニュースサービス、2002年2月、ISBN 4594034063）
- 門田明「鷲津尺魔『長沢 鼎翁伝』」第14号、1990年8月、NAID 110001078575。
- Long-forgotten diary of Japanese 'wine king' unearthed in California 『The Japan Times』, Thursday, March 15, 2012)
- 渡辺正清『評伝長沢鼎 : カリフォルニア・ワインに生きた薩摩の士』南日本新聞開発センター (発売)、2013年。ISBN 9784860742089。 NCID BB15010246。
- 森孝晴『ジャック・ロンドンと鹿児島 : その相互の影響関係』高城書房、2014年。ISBN 9784887771567。 NCID BB17804604。
- 門田明「薩摩留学生覚え書き:とくに長沢鼎とアバディーンについて」『英学史研究』第1978巻第10号、日本英学史学会、1977年、91-100頁、doi:10.5024/jeigakushi.1978.91、ISSN 0386-9490、NAID 130003624721。
- 長沢鼎「長沢 鼎研究I」第7号、1979年3月、NAID 110000039877。
- 門田明「長沢鼎研究III」第9号、1981年3月、NAID 110000039889。
- 長沢鼎, 門田明「長沢鼎英文日記」第23号、1995年3月、NAID 110000039777。
- 長沢鼎, 門田明「<翻訳>長沢鼎英文日記(二)」第26号、1997年3月、NAID 110000039799。
- 長沢鼎, 門田明「<翻訳>長沢鼎英文日記(三)」第27号、1998年3月、NAID 110000039804。
- 森孝晴「長沢鼎の手紙の下書きとそこに込められた思いと精神」『国際文化学部論集』第13巻第1号、鹿児島国際大学国際文化学部、2012年4月、57-62頁、ISSN 1345-9929、NAID 120006535844。
- 森孝晴「アメリカに生きたサムライ・長沢鼎 : 鹿児島国際大学資料」『国際文化学部論集』第16巻第2号、鹿児島国際大学国際文化学部、2015年9月、189-197頁、ISSN 1345-9929、NAID 120006535979。
- 森孝晴「長沢鼎の出生と生育について」『鹿児島国際大学考古学ミュージアム調査研究報告』第14号、鹿児島国際大学国際文化学部博物館実習施設考古学ミュージアム、2017年3月、9-11頁、NAID 120006825684。
- 森孝晴「羽島へ,そしてアバディーンまで : 長沢鼎の世界旅が始まる」『国際文化学部論集』第18巻第2号、鹿児島国際大学国際文化学部、2017年9月、107-122頁、ISSN 1345-9929、NAID 120006536141。
- 森孝晴「長沢鼎,アメリカに生きる : ニューヨーク州からカリフォルニア州へ」『国際文化学部論集』第18巻第3号、鹿児島国際大学国際文化学部、2017年12月、257-270頁、ISSN 1345-9929、NAID 120006536161。
- 森孝晴「長沢鼎のバロン・ナガサワ,ブドウ王への道 : ワイナリー経営者,研究者として」『国際文化学部論集』第18巻第4号、鹿児島国際大学国際文化学部、2018年3月、335-350頁、ISSN 1345-9929、NAID 120006536173。
- 森孝晴「ブドウ王，バロン・ナガサワとしての発展 : 長沢鼎の結婚観と交友関係」『鹿児島国際大学ミュージアム調査研究報告』第15号、鹿児島国際大学国際文化学部博物館実習施設・鹿児島国際大学ミュージアム、2018年3月、23-27頁、NAID 120006823231。
- 森孝晴「長沢鼎のさらなる帰国と様々な苦難と永遠の別れ」『国際文化学部論集』第19巻第1号、鹿児島国際大学国際文化学部、2018年6月、11-28頁、ISSN 1345-9929、NAID 120006536200。
- 森孝晴「長沢鼎のワイナリーの発展と帰国と家族の誕生」『国際文化学部論集』第19巻第1号、鹿児島国際大学国際文化学部、2018年6月、29-40頁、ISSN 1345-9929、NAID 120006536201。
- 森孝晴「［資料紹介］ 長沢鼎ゆかりの漆器について : 取得の経緯をめぐって」『鹿児島国際大学ミュージアム調査研究報告』第16号、鹿児島国際大学国際文化学部博物館実習施設・鹿児島国際大学ミュージアム、2019年3月、1-2頁、NAID 120006825681。
- 森孝晴「日本ワインのルーツに長沢鼎がいる可能性について」『鹿児島国際大学ミュージアム調査研究報告』第17号、鹿児島国際大学国際文化学部博物館実習施設鹿児島国際大学ミュージアム、2020年3月、25-32頁、NAID 120006845297。
- 加来耕三「歴史に問われた起業家たちの胆力(第55回)薩藩留学生からカリフォルニアの葡萄王へ : 長沢鼎」『税理 : 税理士と関与先のための総合誌』第63巻第12号、ぎょうせい、2020年10月、202-205頁、ISSN 0514-2512、NAID 40022348952。
- 森孝晴「ワイン王とポテト王：長沢鼎と牛島謹爾」『国際文化学部論集』第22巻第2号、鹿児島国際大学国際文化学部、2021年9月、89-99頁、ISSN 1345-9929、NAID 120007161284。
- マンガふるさとの偉人「バロンナガサワ －羽島から世界へ－」 発行 鹿児島県いちき串木野市 2024年3月 https://www.bgf.or.jp/bgmanga/336/